# Caterina Gattai Thomatis
Caterina Gattai Thomatis, död 1785, var en italiensk ballerina. 
Hon var engagerad vid den kungliga teatern Operalnia i Warszawa, där kungliga baletten grundats av hennes make Carlo Tomatis och drevs med hjälp av italienska och franska artister fram till grundandet av den första polska inhemska baletten Hans Majestäts Nationaldansare 1785. Hennes karriär före Polen är vagt dokumenterad, och hon spelade heller ingen större roll vid den polska baletten, där hon var engagerad en kort tid. Hon uppmärksammades främst för att hon var mätress till kung Stanisław II August Poniatowski 1765-75. 